# 수 잉글랜드

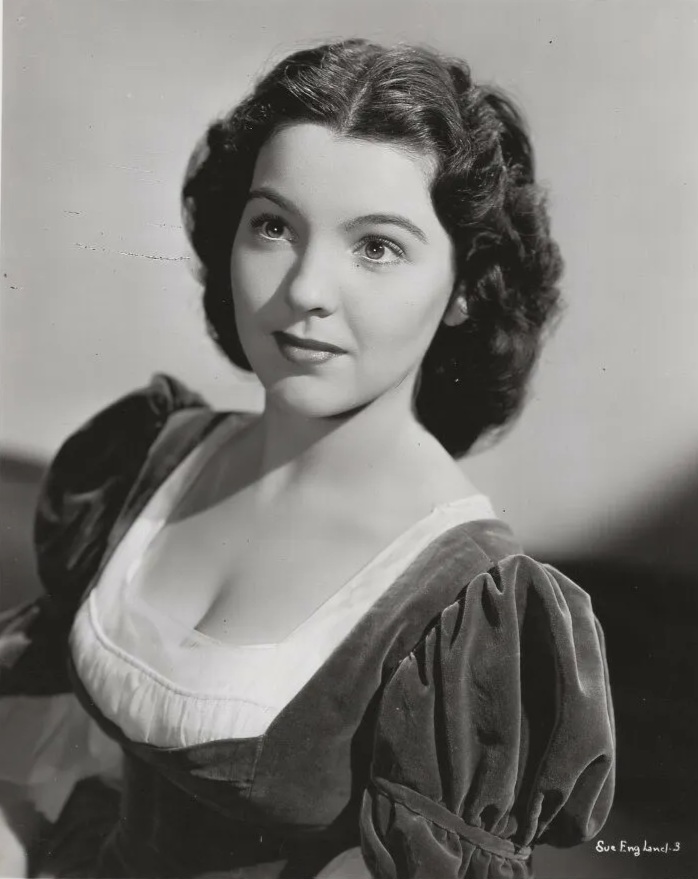

수 잉글랜드(Sue England, 1930년 7월 17일 ~ 2018년 3월 19일)는 미국의 배우, 텔레비전 배우, 영화배우이다.
털사에서 태어났다.

## 영화
- 클램베이크 (1967년)
- 우주가족 로빈슨 (1965년)
- 페리 메이슨 (1957년)
- 러빙 유 (1957년)
- 화니 페이스 (1957년)
- 정글 보이 봄바 4 (1950년)